# Нилис, Шон
Шон Ни́лис (англ. Sean Nealis; 13 января 1997, Массапекуа, Нью-Йорк, США) — американский футболист, центральный защитник и капитан клуба «Нью-Йорк Ред Буллз».

## Биография

### Университетский футбол
В 2015—2018 годах Нилис обучался в Университете Хофстра по специальности «Бухгалтерский учёт» и играл за университетскую футбольную команду «Хофстра Прайд». В Национальной ассоциации студенческого спорта сыграл 73 матча, забил четыре мяча и отдал три результативные передачи. В 2018 году был признан лучшим игроком оборонительного плана Колониальной атлетической ассоциации, был включён в первую символическую сборную Колониальной атлетической ассоциации и первую всеамериканскую символическую сборную по версии профессиональной ассоциации футбольных тренеров.
В 2018 году также выступал в Премьер-лиге развития ЮСЛ за клуб «Уэстчестер Флеймз».

### Клубная карьера
11 января 2019 года на Супердрафте MLS Нилис был выбран во втором раунде под общим 25-м номером клубом «Нью-Йорк Ред Буллз». Клуб подписал с ним контракт 17 февраля. Его профессиональный дебют состоялся 27 февраля в ответном матче ⅛ финала Лиги чемпионов КОНКАКАФ 2019 против доминиканской «Атлетико Пантохи», в котором он вышел на замену во втором тайме вместо Эрона Лонга. В MLS дебютировал 2 марта в матче стартового тура сезона 2019 против «Коламбус Крю», выйдя на замену во втором тайме вместо Кайла Данкана. 9 марта впервые сыграл за «Нью-Йорк Ред Буллз II», фарм-клуб «Нью-Йорк Ред Буллз» в USL, в матче стартового тура сезона 2019 против «Своуп Парк Рейнджерс». 1 мая в матче «Нью-Йорк Ред Буллз II» против «Бирмингем Легион» забил свой первый гол в профессиональной карьере. 11 мая в матче против «Далласа» забил свой первый гол за «Нью-Йорк Ред Буллз». 25 августа 2021 года Нилис подписал с «Нью-Йорк Ред Буллз» новый трёхлетний контракт с опцией продления ещё на один год. 6 октября 2022 года Нилис подписал с «Нью-Йорк Ред Буллз» новый трёхлетний контракт до конца сезона 2026 с опцией продления на сезон 2027. Перед началом сезона 2023 был назначен капитаном команды.

### Личные сведения
Шон — из футбольной семьи. Его самый старший брат Джимми выступал за клуб «Нью-Йорк Космос». Его второй старший брат Конор играл за команду Бингемтонского университета. Его младший брат Дилан на Супердрафте MLS 2020 был выбран клубом «Интер Майами», после чего выступал за «Нэшвилл» и стал одноклубником Шона в «Нью-Йорк Ред Буллз».